# Grosser Preis des Kantons Aargau 1992
Il Grosser Preis des Kantons Aargau 1992, ventinovesima edizione della corsa, si svolse il 3 maggio su un percorso di 206 km, con partenza e arrivo a Gippingen. Fu vinto dal tedesco Uwe Ampler della Telekom davanti ai francesi Dominique Arnould e Dante Rezze.

## Ordine d'arrivo (Top 10)
| Pos. | Corridore           | Squadra                     | Tempo    |
| ---- | ------------------- | --------------------------- | -------- |
| 1    | Uwe Ampler          | Telekom                     | 5h06'21" |
| 2    | Dominique Arnould   | Castorama                   | s.t.     |
| 3    | Dante Rezze         | R.M.O.                      | s.t.     |
| 4    | Mario De Clercq     | Buckler                     | a 1'11"  |
| 5    | Étienne De Wilde    | Telekom                     | s.t.     |
| 6    | Vjačeslav Ekimov    | Panasonic-Sportlife         | s.t.     |
| 7    | Brian Holm          | Tulip                       | s.t.     |
| 8    | Luigi Furlan        | Chazal-Vanille et Mur-Vetta | s.t.     |
| 9    | Christophe Manin    | R.M.O.                      | s.t.     |
| 10   | Maximilian Sciandri | Motorola                    | s.t.     |